# Andrew Sherratt
Andrew Sherratt   (Oldham, 8 de maig de 1946 - Witney, 24 de febrer de 2006) va ser un arqueòleg anglès, especialitzat en la prehistòria d'Europa i en els orígens de l'agricultura. Va ser molt conegut per la seva "teoria de la revolució dels productes secundaris".

## Biografia
Després d'estudiar arqueologia i antropologia a Peterhouse, Cambridge, es va doctorar amb la tesi "The Beginning of the Bronze Age in south-east Europe" el 1976. Es va traslladar a Oxford, on havia estat nomenat Assistant Keeper of Antiquities al Ashmolean Museum el 1973. Va romandre a Oxford, com a acadèmic, fins al 2005. Va rebre el títol de reader el 1997 i el de professor el 2002. Tot i exercir la docència a Oxford, viatjà amb freqüència com a professor visitant. El 1998 va ser convidat a impartir les prestigioses conferències sobre "Context humà i societat" a la Universitat de Boston, sobre el tema "Entre l'evolució i la història: el canvi a llarg termini en les societats humanes". Va rebre el premi "McNeill Erasmus Prize" per al curs acadèmic 1998-99.
Potser la seva publicació més citada ha estat Arada i pastoralisme: aspectes de la revolució dels productes secundaris, publicada el 1981 a Pattern of the Past: Studies in Honour of David Clarke, l'article on va plantejar la seva noció de "Revolució dels Productes Secundaris".
La seva recerca el va dur a intentar adaptar la teoria del sistema-món a les qüestions arqueològiques, en particular en un document titulat "Com seria un sistema-món a l'edat del bronze? Relacions entre l'Europa temperada i la mediterrània en la prehistòria tardana", publicat en el primer volum de Journal of European Archaeology, el 1993, i en una conferència de 1995, també publicada al "Journal of European Archaeology" i titulada Reviure la gran narrativa: arqueologia i canvi a llarg termini. Els seus interessos van abastar tots els grans canvis de la humanitat des de la colonització global a través de l'extensió de l'agricultura al desenvolupament de la metal·lúrgia i l'urbanisme. Una col·lecció de les seves publicacions més significatives en moltes d'aquestes àrees va aparèixer el 1996 amb el títol Economy and Society in Prehistoric Europe: changing perspectives.
Andrew va escriure un article important sobre Gordon Childe. Va admirar molt Childe per la seva visió i per l'ambició de les seves explicacions de la prehistòria, sobretot del Neolític i del bronze. El propi treball d'Andrew sobre el mateix període deu molt a la visió de Childe i va estudiar la forma en què els humans van domesticar els animals de l'edat de ferro, van desenvolupar una activitat artesanal i van establir relacions d'intercanvi a la meitat occidental d'Eurasia.
Sherratt va editar The Cambridge Encyclopedia of Archeology, publicada el 1980 i traduïda a l'alemany, francès, italià, holandès i suec. Es va incorporar al departament d'arqueologia de la Universitat de Sheffield l'octubre de 2005 per ocupar una càtedra recentment creada de Prehistòria del Vell Món. Membre del consell editorial de la revista ''Past&Present'' des de 1983. La seva esposa va ser Sue Sherratt, també arqueòloga, especialista en la prehistòria de l'Egeu.